# Акмолинский областной государственный архив
Акмолинский областной государственный архив, в октябре 1924 года — один из казахстанских архивов, хранящий документы, связанные с селом Акмол и Акмолинским районом, в 1928 году окружной архив, в 1932 году архив Акмолинского района. С 1939 года Акмолинский областной государственный архив (1961—1992 годах Целиноградский областной государственный архив). В архиве собраны исторические документы с 1917 года, подтверждающие деятельность областных, уездных, районных, волостных ревкомов и исполкомов Советов. Хранятся данные о деятельности предприятий, развитии сельского хозяйства, работе органов просвещения, юриспруденции, здравоохранения и культурно-просветительских организаций. База данных характеризует экономику и культуру Северного Казахстана (1960—65). В архиве хранятся около 325 тыс. документов (1998).